# Tlumačov (okres Zlín)
Obec Tlumačov se nachází 20 kilometrů západně od Zlína. Leží na rozhraní Hornomoravského a Dolnomoravského úvalu. Žije zde přibližně 2 500 obyvatel.
Od severu sem zasahuje svým jižním cípem úrodná Haná, na východ začíná Valašsko a jižněji Slovácko. Obec Tlumačov je členem Místní akční skupiny Jižní Haná.

## Název
Jméno vesnice bylo odvozeno buď z osobního jména Tlumač - „tlumočník“ a pak znamenalo „Tlumačův majetek“ nebo přímo z obecného tlumač a pak označovalo ves, kde buď bydlí tlumočník, nebo která patřila tlumočníkovi.

## Historie
První zmínka o Tlumačovu se objevuje roku 1141 na seznamu církevních statků na Moravě, který nechal sepsat olomoucký biskup Jindřich Zdík. V roce 1241 byla obec zpustošena při vpádu Tatarů. Podobně se zachovali i Švédové v roce 1634. Roku 1638 koupil Tlumačov hrabě Jan z Rottalu.

## Pamětihodnosti
- Kostel svatého Martina
- Fara
- Panský dům č. p. 90
- Kaple
- Sloup se sochou Nejsvětější Trojice
- Socha svatého Jana Nepomuckého
- Kříž u kostela svatého Martina
- Kříž u hřebčince
- Hřebčinec

## Osobnosti
- Ladislav Samohýl (1864–?), obecní starosta, zemský poslanec za mladočechy
- Martin Skopal-Procházka (1884–?), československý politik a meziválečný poslanec Národního shromáždění

## Galerie

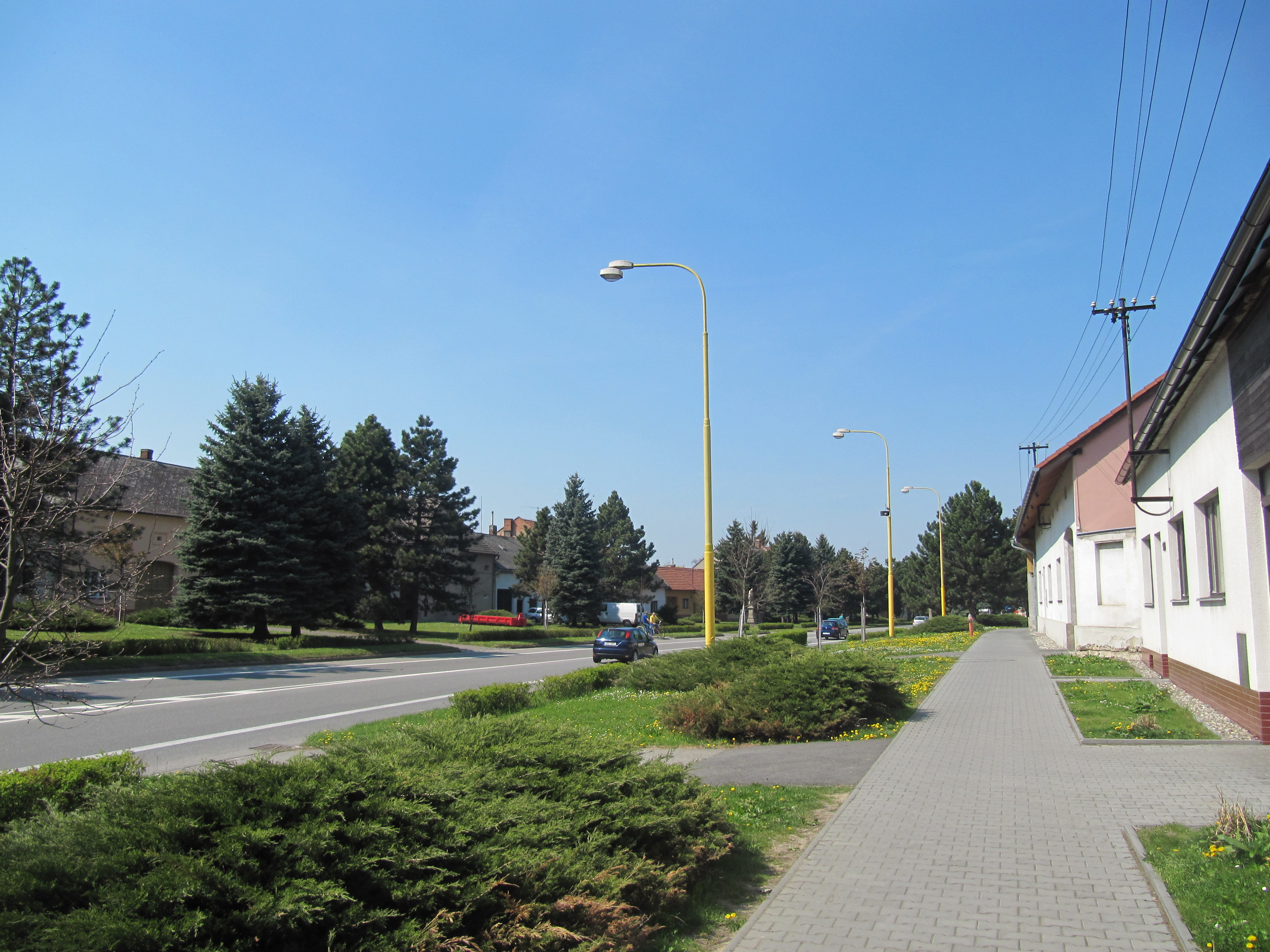
Silnice I55
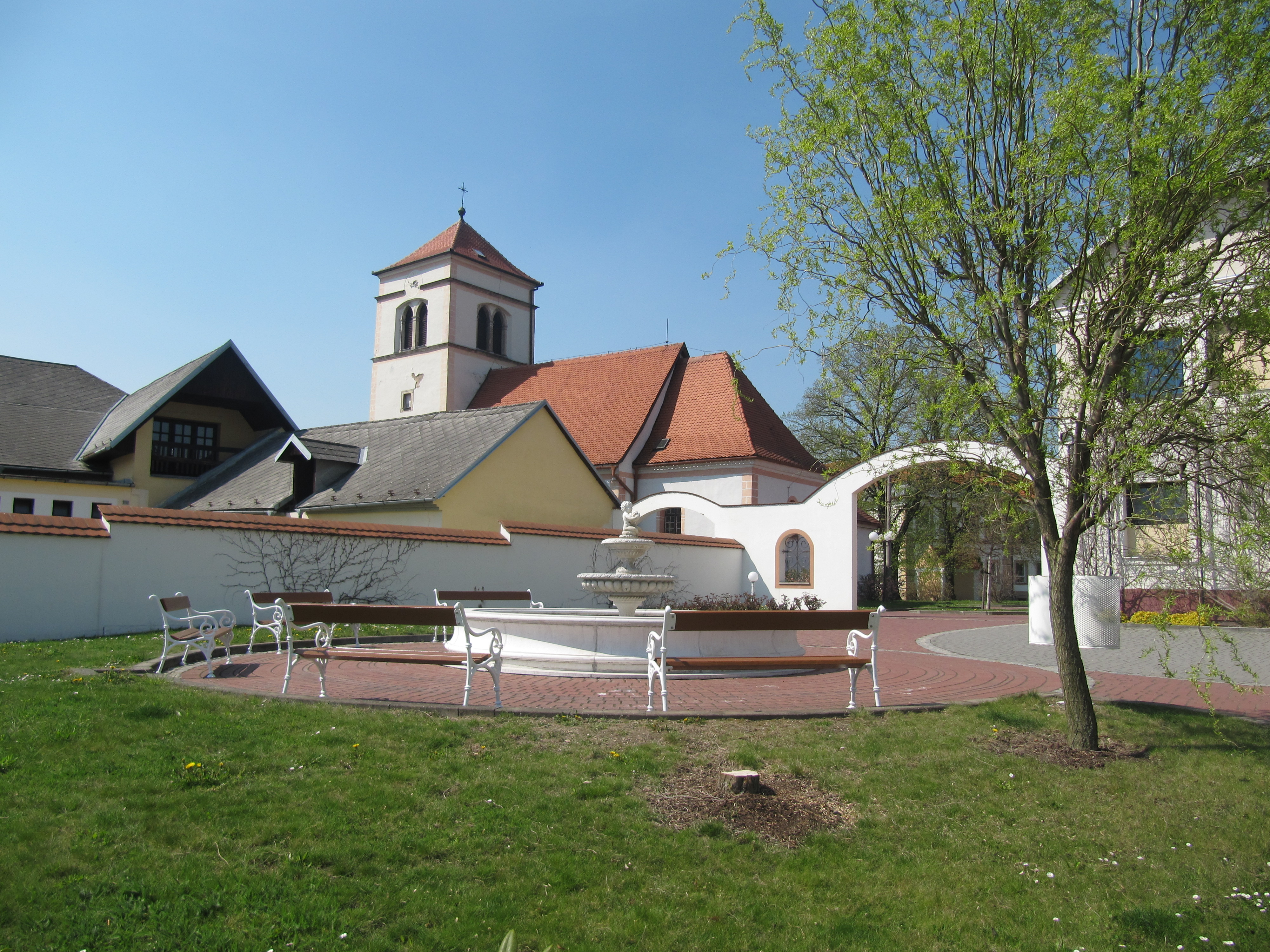
Parčík s kašnou u obecního úřadu a kostel svatého Martina
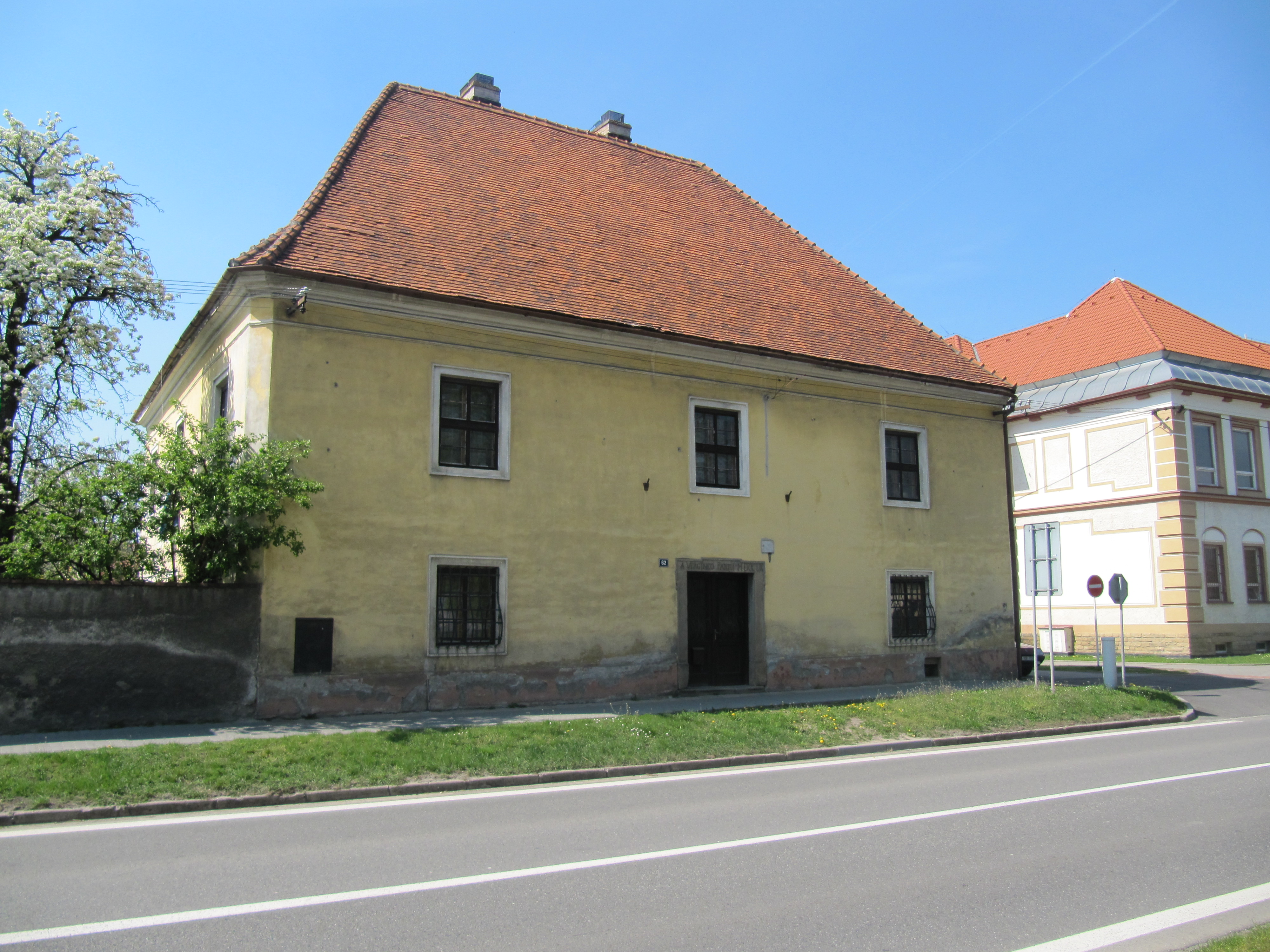
Fara
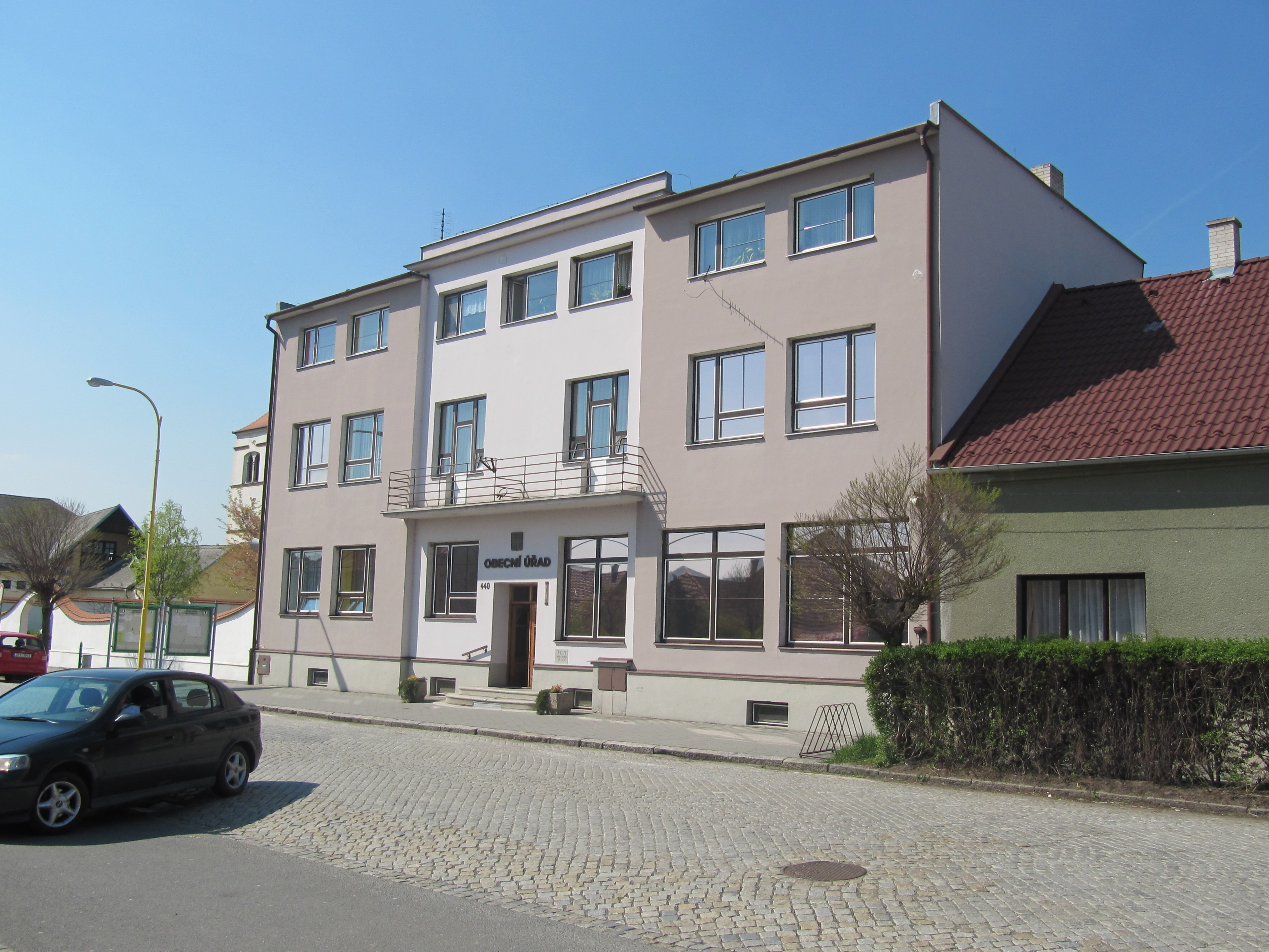
Obecní úřad